# Georg Hettich
Georg Hettich (Furtwangen im Schwarzwald, 12 oktober 1978) is een Duitse beoefenaar van de noordse combinatie en Olympisch kampioen.
Hettich won bij de Olympische Winterspelen 2002 in Salt Lake City, bij de wereldkampioenschappen noordse combinatie 2003 in Val di Fiemme en bij de wereldkampioenschappen 2005 in Oberstdorf de zilveren medaille met de Duitse ploeg in de estafette.
Individueel spraken zijn prestaties niet tot nauwelijks aan, totdat hij tijdens de Olympische Winterspelen 2006 na twee sprongen de meeste punten had vergaard. Na de eerste sprong moest hij de Noor Petter Tande nog voor laten gaan. Samen met Tande en Jaakko Tallus ging Hettich lange tijd aan de leiding bij het langlaufen, maar uit de achterhoede sloten veel mensen aan. Uiteindelijk bleek dat Hettich zijn krachten had gespaard en liep hij in de slotkilometer van de rest weg om zijn eerste individuele medaille te winnen.
| Logo van de Olympische Spelen | Goud | Zilver | Brons | Logo van de Olympische Spelen |
|                               | 1    | 2      | 1     |                               |